# Liste des mammifères aux îles Saint-Paul et Amsterdam
Pour des articles plus généraux, voir Liste des mammifères aux Terres australes françaises et Faune aux îles Saint-Paul et Amsterdam.

Carte topographique des îles Saint-Paul et Amsterdam.

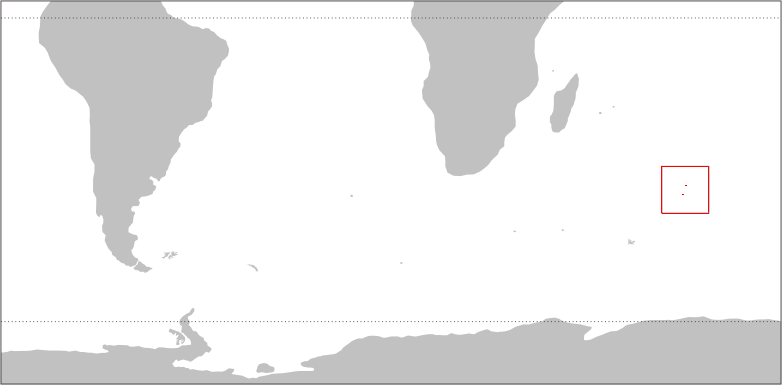
Localisation des îles Saint-Paul et Amsterdam dans l'hémisphère sud.

Cette liste commentée recense la mammalofaune aux îles Saint-Paul et Amsterdam. Elle répertorie les espèces de mammifères actuels de ce district des TAAF et celles qui ont été récemment classifiées comme éteintes (à partir de l'Holocène, depuis donc 11 700 ans av. J.‑C.). Cette liste comporte onze espèces réparties en quatre ordres et huit familles, dont une est « vulnérable » et trois ont des « données insuffisantes » pour être classées (selon les critères de la liste rouge de l'UICN au niveau mondial).
Elle contient au moins trois espèces introduites sur ce territoire, qui sont plus ou moins bien acclimatées. Il peut contenir aussi des animaux non reconnus par la liste rouge de l'UICN (aucun mammifère ici) et ils sont classés en « non évalué » : cela étant dû notamment au manque de données, à des espèces domestiques, disparues ou éteintes avant le XVIe siècle. Il n'existe pas aux îles Saint-Paul et Amsterdam d'espèce et de sous-espèce de mammifère endémique.

## Statuts de la liste rouge de l'UICN
Les statuts de conservation utilisés par la liste rouge de l'UICN mondiale sont :
| (EX) | Éteint                  | Il n'y a pas le moindre doute sur le fait que le dernier spécimen recensé est mort.                                                                   |
| (EW) | Éteint à l'état sauvage | L'espèce est connue uniquement en captivité ou en tant que population naturalisée bien en dehors de son ancienne aire de répartition.                 |
| (CR) | En danger critique      | L'espèce risque prochainement de s'éteindre à l'état sauvage.                                                                                         |
| (EN) | En danger               | L'espèce fait face à un très gros risque d'extinction à l'état sauvage.                                                                               |
| (VU) | Vulnérable              | L'espèce fait face à un gros risque d'extinction à l'état sauvage.                                                                                    |
| (NT) | Quasi menacé            | L'espèce ne satisfait pas un ou plusieurs des critères prévus qui permettraient de la catégoriser, mais pourrait risquer de s'éteindre dans le futur. |
| (LC) | Préoccupation mineure   | Il n'y a pas de risque identifiable pour l'espèce. |
| (DD) | Données insuffisantes   | Il n'y a pas d'information adéquate qui permettraient de faire une évaluation des risques pour cette espèce.                                          |
| (NE) | Non évalué              | L'espèce n'a pas encore été confrontée aux critères précédents, n'est pas reconnue par l'UICN ou bien s'est éteinte avant le XVIe siècle.             |

## Ordre:Primates

### Famille:Hominidés
| Nom vulgaire, nom binominal et citation d'auteurs | Origine et statut aux îles Saint-Paul et Amsterdam | Aire de répartition                    | Statut UICN mondial | Image         |
| ------------------------------------------------- | -------------------------------------------------- | -------------------------------------- | ------------------- | ------------- |
| Homme moderne Homo sapiens Linnaeus, 1758         | Allochtone,                                        | Aire de répartition de l'Homme moderne | [ 3 ]               | Homme moderne |

## Ordre:Rodentiens

### Famille:Muridés
| Nom vulgaire, nom binominal et citation d'auteurs | Origine et statut aux îles Saint-Paul et Amsterdam | Aire de répartition                    | Statut UICN mondial | Image        |
| ------------------------------------------------- | -------------------------------------------------- | -------------------------------------- | ------------------- | ------------ |
| Souris grise Mus musculus Linnaeus, 1758          | Allochtone (Introduit),                            | Aire de répartition de la Souris grise | [ 5 ]               | Souris grise |
| Rat surmulot Rattus norvegicus (Berkenhout, 1769) | Allochtone (Introduit)                             | Aire de répartition du Rat surmulot    | [ 6 ]               | Rat surmulot |

## Ordre:Cétacés

### Famille:Delphinidés
| Nom vulgaire, nom binominal et citation d'auteurs         | Origine et statut aux îles Saint-Paul et Amsterdam | Aire de répartition                         | Statut UICN mondial | Image                |
| --------------------------------------------------------- | -------------------------------------------------- | ------------------------------------------- | ------------------- | -------------------- |
| Lagénorhynque obscur Lagenorhynchus obscurus (Gray, 1828) | Autochtone,                                        | Aire de répartition du Lagénorhynque obscur | [ 7 ]               | Lagénorhynque obscur |
| Orque Orcinus orca (Linnaeus, 1758)                       | Autochtone                                         | Aire de répartition de l'Orque              | [ 8 ]               | Orque                |

### Famille:Physétéridés
| Nom vulgaire, nom binominal et citation d'auteurs    | Origine et statut aux îles Saint-Paul et Amsterdam | Aire de répartition                   | Statut UICN mondial | Image          |
| ---------------------------------------------------- | -------------------------------------------------- | ------------------------------------- | ------------------- | -------------- |
| Grand Cachalot Physeter macrocephalus Linnaeus, 1758 | Autochtone                                         | Aire de répartition du Grand Cachalot | [ 10 ]              | Grand Cachalot |

### Famille:Ziphiidés
| Nom vulgaire, nom binominal et citation d'auteurs   | Origine et statut aux îles Saint-Paul et Amsterdam | Aire de répartition                       | Statut UICN mondial | Image              |
| --------------------------------------------------- | -------------------------------------------------- | ----------------------------------------- | ------------------- | ------------------ |
| Mésoplodon de Gray Mesoplodon grayi Von Haast, 1876 | Autochtone                                         | Aire de répartition du Mésoplodon de Gray | [ 11 ]              | Mésoplodon de Gray |

## Ordre:Carnivores

### Famille:Otariidés
| Nom vulgaire, nom binominal et citation d'auteurs                       | Origine et statut aux îles Saint-Paul et Amsterdam | Aire de répartition                                  | Statut UICN mondial | Image                       |
| ----------------------------------------------------------------------- | -------------------------------------------------- | ---------------------------------------------------- | ------------------- | --------------------------- |
| Otarie de l'île d'Amsterdam Arctocephalus tropicalis (J. E. Gray, 1872) | Autochtone                                         | Aire de répartition de l'Otarie de l'île d'Amsterdam | [ 12 ]              | Otarie de l'île d'Amsterdam |

### Famille:Phocidés
| Nom vulgaire, nom binominal et citation d'auteurs         | Origine et statut aux îles Saint-Paul et Amsterdam | Aire de répartition                              | Statut UICN mondial | Image                   |
| --------------------------------------------------------- | -------------------------------------------------- | ------------------------------------------------ | ------------------- | ----------------------- |
| Léopard de mer Hydrurga leptonyx (de Blainville, 1820)    | Autochtone                                         | Aire de répartition du Léopard de mer            | [ 13 ]              | Léopard de mer          |
| Éléphant de mer austral Mirounga leonina (Linnaeus, 1758) | Autochtone                                         | Aire de répartition de l'Éléphant de mer austral | [ 14 ]              | Éléphant de mer austral |

### Famille:Félidés
| Nom vulgaire, nom binominal et citation d'auteurs | Origine et statut aux îles Saint-Paul et Amsterdam | Aire de répartition                 | Statut UICN mondial | Image        |
| ------------------------------------------------- | -------------------------------------------------- | ----------------------------------- | ------------------- | ------------ |
| Chat sauvage Felis silvestris Schreber, 1777      | Allochtone (Introduit)                             | Aire de répartition du Chat sauvage | [ 15 ]              | Chat sauvage |